# Mukkadigatta, Dod Ballapur
Mukkadigatta là một làng thuộc tehsil Dod Ballapur, huyện Bangalore Rural, bang Karnataka, Ấn Độ.